# Grad Sint-Maartensdijk
Grad Sint-Maartensdijk,  ki je imel bogato zgodovino, je izginil in od njega ni ostalo nič, razen dela jarkov.

## Lokacija in ime
Vas Sint-Maartensdijk leži na otoku  Tholen, v Oudelandpolderju. Ta polder je najstarejši polder na zahodni strani Pluimpota, ki je stari jarek, ki je razdelil Tholen na dva dela. Stari zemljevid otoka Tholena jugozahodno od njegovega središča prikazuje Sint-Maartensdijk, Oudelandpolder in Pluimpot. Pluimpot se je včasih imenoval Borden. Najstarejše ime za območje okoli Sint-Maartensdijka je bilo Overbordene, kar pomeni 'Nad mejo'.
Vas Sint-Maartensdijk se je včasih imenovala Haestinge. Zgodovinarji menijo, da se je to ime nanašalo na hare haas, ki se nahaja na starem vaškem grbu. Po drugi razlagi naj bi ime Haestinge izviralo iz "Haast-Ee", drugega starega imena za Pluimpot. Kakorkoli že, prebivalci Haestingeja so bili kot taki omenjeni leta 1357. Po letu 1357 so zgradili novo cerkev, posvečeno Martinu iz Toursa, in vas so temu primerno preimenovali. Leta 1485 je vas postala majhno mesto in je bila utrjena.
Grad Sint-Maartensdijk je ime dobil po vasi, ki je prerasla v mesto. Grad je bil pozidan kakih sto metrov severno od mestnega obzidja. Trenutno je ta teren na robu vasi in meji na pokopališče in parkirišče, ki je bilo zgrajeno nad delom njegovega zahodnega zunanjega obora.

## Značilnosti gradu

### Prva faza
V svoji prvi fazi je bil grad Sint-Maartensdijk sestavljen iz samotnega stolpa z vodnjakom v notranjosti. Stene tega stolpa so bile debele v povprečju 2,5 m. Stolp je bil verjetno zgrajen na isti lokaciji kot rezidenca iz 13. stoletja njegovih prvih znanih lastnikov, družine Van Overbordene. Lahko pa je ta družina imela svoj grad na eni od bližnjih mot. Nekatere mote iz poznega trinajstega stoletja so bile v bližini Sint-Maartensdijka in so dejansko vsebovale srednjeveško opeko.

### Druga faza
V drugi fazi so Van Bordenski stolp razširili v vodni grad. Pozidan je bil kot nepravilen kvadrat s štirimi ali petimi polkrožnimi stolpi in dvema manjšima stolpoma, vsi v neenakomernih razmakih.
To je bila tudi faza, v kateri je zunanji obor dobil obzidje z varovanim prehodom na opečnih lokih. Ni jasno, ali obe veliki vratarnici zunanjega obora pripadata tej drugi fazi ali naslednji, tretji fazi. 

### Tretja faza
Tretjo fazo predstavlja gradnja v 15. stoletju. Zahodno od gradu je bila zgrajena kobilarna. Velik hlev s tremi strehami je meril 30x12 m. Tam je bila hiša za hlevskega mojstra in napajališče za konje z zidanim pobočjem, po katerem so lahko vstopili v vodo. Zraven je bila okrogla zgradba, verjetno golobnjak. V tem času so zgradili tudi vrt severovzhodno od zunanjega obora.

### Četrta faza
V četrti fazi so na zunanjem oboru leta 1632 dodali kapelo. Hiša vrtnarjev, ki je delovala tudi kot lokalni zapor, je prav tako iz 17. stoletja.

## Zgodovina

### Vitezi Overbordenski
Grad Sint-Maartensdijk izvira iz 13. stoletja. Vizez Jan Dankertszoon Overbordenski je imel posest v Oudelandpolderju. Leta 1311 je njegov sin Gheront kupil polder od holandskega grofa Viljema III. 
Nekaj pred letom 1341 je v spopadu umrlo več ljudi. Spopadli so se vitez Peter Gherontszoon, njegova družina in drugi na eni strani in drugo stranjo, ki jo je vodil Volfert III. Borselenski in je vključeval njegov klan in zaveznike. Eden od teh incidentov je bil, ko so bili vitez Peter Gherontszoon in njegovi sinovi napadeni blizu Scherpenisse, medtem ko so bili na poti na sodišče v Westkerkeju. Petrovega sina in nekatere druge so zvezali in v tem položaju pretepli do smrti. Storilci so nato s trupli prečkali Pluimpot in prespali pred gradom Petra Overbordenskega.
Med storilcev sta bila Floris Borselenski mlajši in njegov brat Doedijn Borselenski. Leta 1342 je holandski grof uvedel stroge kazni za te zločine. Pretepanje je bilo ocenjeno kot prekomeren zločin.  Doedijn je bil izgnan do nadaljnjega, ne pa tudi Floris. Floris Borselenski mlajši je bil sin Raesa Borselenskega, brata Volferta III. Borselenskega.

### Vitezi Borselenski
Floris I. Borselenski iz Sint-Maartensdijka je na oblast prišel v zgodnjih 1350-ih. To je brez dvoma povezano s klanom Borselenskih, ki je izbral stran grofa Viljema V. Holandskega proti njegovi materi Margareti II., grofici Holandski in Hainautski. Leta 1350 se je začela prva faza vojn trnka in trske, leta 1351 pa so se Borselenskii uprli in pridružili Viljemu. Domnevalo se je, da je bil Floris Borselenski pravzaprav Floris iz Veere-ja ali Floris mlajši, omenjen v spravi iz leta 1342, vendar temu ni bilo tako, glej Floris I. Borselenski. Ta Floris je bil mlajši sin Klasa I. Borselenskega .
Floris je leta 1351 postal svetnik holandskega grofa. Leta 1354 je Floris Borselenski kupil gospostvo Sint-Maartensdijk od nizozemskega grofa Viljema V. Gospostvo je merilo 628 hektarjev. Leta 1357 so bili prebivalci Haastingeja na nekaterih območjih osvobojeni plačila mitnine.
Floris je postal kastelan gradu Heusden in skrbnik pečata Holandije. V letih 1358-1359 je dolgo zasedal grad Heusden, ki je pripadal območnemu regentu Albertu I. vojvodi Bavarske. 25. januarja 1359 se je z grofom pomiril, vendar se je moral odpovedati službi kastelana Heusdna. Leta 1368 je Floris ostal brez zakonitih potomcev, kar je pomenilo, da je grad Sint-Maartensdijk ponovno pripadel Zelandskemu grofu.
Grof je zato 19. novembra 1368 grad Sint-Maartensdijk prodal Franku Borselenskemu († 1386). Frank je bil Florisov mlajši brat. Leta 1374 je svoje posesti v Sint-Maartensdijku podelil grofu in jih prejel nazaj v dedni fevd kot visoko gospostvo (Hoge heerlijkheid). To je pomenilo, da je Frank dobil krvno sodstvo v svojem fevdu, kar pomeni, da je lahko izrekel tudi smrtno kazen in da je lahko fevd v celoti dedoval najstarejši sin, lahko pa tudi hčere in drugi sorodniki. Frank se je poročil z Alenoro Zuilensko in z njo imel zakonite potomce Florisa, Dirka in Mahteld.
Floris Borselenski ((† 1422) je leta 1386 postal gospodar Sint-Maartensdijka. Leta 1408 je postal tudi gospodar gradu Zuylen. V boju 1390-1394 se je postavil na stran grofa. Potem ko je leta 1417 na oblast prišla Jakoba Bavarska, grofica Hainautska, je Floris postal bolj vpliven v politiki. Leta 1418 je postal njen poročnik v Zelandiji, v letih 1419 in 1420 pa je bil zakladnik Holandije. Floris in njegova žena Ude Bergenska sta bila po smrti pokopana v cerkvi Sint-Maartensdijk, kjer najdemo njuno močno poškodovano grobnico.
Frank II. Borselenski (okoli 1396–1470) je najbolj znan izmed vseh članov klana Borselenskih. Po smrti holandskega grofa leta 1417 se je Frank najprej postavil na stran bavarskega vojvode Janeza III., ki je Holandiji vladal do leta 1425. Po letu 1428 je vrhunec svoje moči dosegel v prvih letih vladavine Filipa Dobrega. Po sporu s Filipom se je pomiril in se poročil z Jakobo Bavarsko, grofico Hainautsko. V zakonu nista imela otrok in Frank se ni ponovno poročil.
Obdobje, ki se je začelo s Frankom Borselenskim, ni bilo dobro za Sint-Maartensdijk. Od približno leta 1440 je Frank večinoma prebival na gospostvu Brielle, kjer je bil dohodek približno štirikrat večji od dohodka Sint-Maartensdijk. Kljub temu je verjetno naročil gradnjo kobilarne. 
Leta 1459 je Frank prenesel gospostvo Kortgene na svojega nezakonskega sina Florisa. Gospostvo Kortgene je Frank kupil nekaj let prej. Kupil je tudi gospostvo Borselen, ki ga je prenesel na Jasperja Culemborga. Gospostvi Sint-Maartensdijk in Scherpenisse ter njegove posesti v Utrechtu in Brabantu je podedovala njegova sestra Alenora Borselenska.
Alenora Borselenska se je poročila z Janom Burenskim in Geritom Nijenrodenskim. Njena hči Elizabeta Burenska se je poročila z Geritom Culemborgom, s katerim je otroka Aleido Culemborško in Jasperja Culemborškega. Alenora preživela dovolj dolgo, da je svojo posest prenesla na Florisa Egmontskega, sina Aleide in Friderika Egmontskega .

### Egmontski
Floris Egmontski (1470–1539) je bil grof Burenski in Leerdamski, gospod IJsselsteina in svetnik Karla Drznega in Maksimilijana I. Habsburškega. Poročil se je z Margareto Glymes-Bergensko, s katero je imel sina Maksimilijana  Egmontskega in hčerko Ano Egmontsko starejšo (mati Filipa Montmorencyja, grofa Hornskega).
Maksimilijan Egmontski (1509–1548) je bil tudi grof Burenski in Leerdamski. Leta 1540 je postal Stadtholder Frizije, Groningena, Overijssel in Drenthe. Maksimilijan se je poročil s Françoise de Lannoy in imel eno hčerko Ano.
Ana Egmondska-Burenska (1533–1558) je nato nasledila Sint-Maartensdijk. Postala je prva žena Viljema I. Oranskega (Tihega) (1544–1584). Z Viljemom je imela Filipa Viljema in Marijo.

### Oranski
Filip Viljem, princ Oranski (1554-1618), je bil leta 1568 pripeljan v Španijo. Bil je seveda zakoniti dedič Sint-Maartensdijka in drugih posesti, ki jih je njegova mati prinesla v zakon z Viljemom Tihim. Njegova sestra grofica Marija Nassauska (1556–1616) je bila na Nizozemskem in je branila njegove pravice. Potem ko se je Filip Viljem leta 1596 vrnil na Nizozemsko, je lahko zahteval svoje posesti.  Sint-Maartensdijk zanj in druge Oranske, ki so sledili, ni bil zelo pomemben. Ker tako Filip Viljem kot Marija nista imela otrok, je gospostvo nasledil njun polbrat Mavricij.
Mavricij, princ Oranski (1567–1625), te dediščine ni užival dolgo. Nasledil ga je njegov polbrat Friderik Henrik, princ Oranski (1584–1647). Friderik Henrik je leta 1632 dal na zunanjem oboru zgraditi kapelo. Oranski so imeli v lasti grad Sint-Maartensdijk do leta 1795. Batavska republika jim je nato odvzela grad in zemljišča, ki so bila prodana nekdanjemu zemljiškemu agentu Oranskih Marinusu Jongeju Ellemeetskemu.

## Rušenje
Do leta 1695 je glavni grad močno propadal. Od leta 1710 dalje so glavni grad začeli rušiti. To je bila posledica dejstva, da Oranskih skoraj nikoli ni bilo na gradu Sint-Maartensdijk. Le na zunanjem oboru gradu se je gospodarska dejavnost nadaljevala do leta 1795.
Leta 1818 so bile posesti Oranskih končno urejene in sklenjeno je bilo porušiti še preostali del gradu. Stavbe zunanjega obora so morali odstraniti do 6 čevljev pod nivojem tal, da ne bi bilo ovirano oranje. Rušenje in odstranitev je morala biti končana pred 1. majem 1819. Ostala je samo vrtnarska hiša, ki je imela obokano sobo in je služila kot zapor. Velika zbirka portretov nekdanje mestne hiše Sint-Maartensdijk verjetno izvira iz gradu.
Leta 1963 so vrtnarsko hišo iz 17. stoletja porušili in na terenu zgradili bungalov. To je privedlo do prvih arheoloških izkopavanj na tem terenu od leta 1965 do 1968.